# 東京電視台資訊

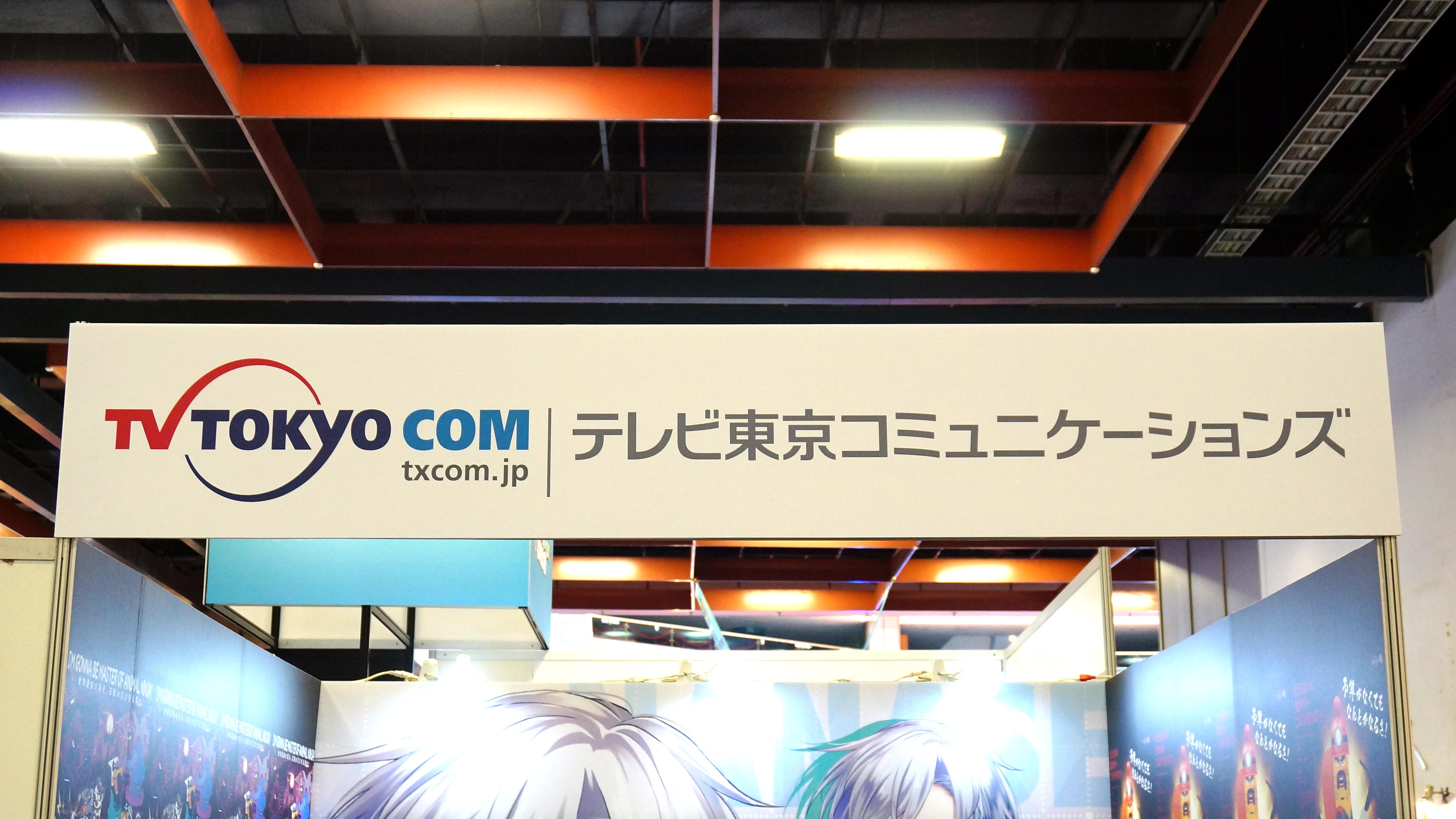

東京電視台資訊（日语：株式会社テレビ東京コミュニケーションズ）是東京電視控股的子公司之一，負責網路上內容的製作及隨選視訊等事業。該公司的前身是成立於2001年3月1日的東京電視台寬頻（テレビ東京ブロードバンド），在2005年12月12日股票上市。2010年10月1日，該公司成為東京電視控股的全資子公司2013年6月20日，東京電視寬頻更改公司名為現名。

## 外部連結
- テレビ東京コミュニケーションズ （页面存档备份，存于）（日語）